# Freeride

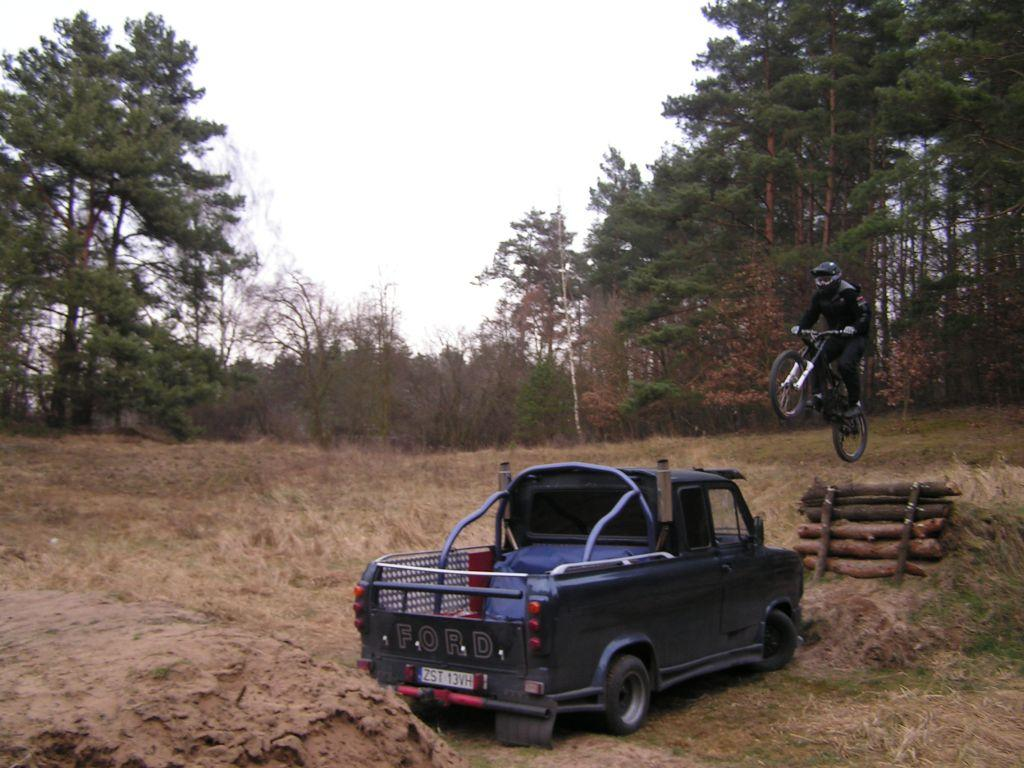
Freeride

Freeride – nieformalna dyscyplina sportów ekstremalnych, bardzo podobna do dyscypliny downhill, polegająca na zjazdach przy pomocy specjalnego, przystosowanego do tego roweru. W ostatnich latach rozwija się błyskawicznie i stała się najbardziej popularną dyscypliną kolarstwa ekstremalnego.
Wyrażenie „freeride” stosowane jest również w windsurfingu, snowboardzie, narciarstwie do określenia ekstremalnej „jazdy” w trudnym terenie – duże zafalowanie, poza przygotowanymi trasami. W przypadku sportów zimowych zazwyczaj w stromym terenie wysokogórskim po dziewiczych trasach. W tym znaczeniu freeride traktowany jest jako osobna dyscyplina snowboardowa, w przeciwieństwie do freestyle'u, czyli ewolucji wykonywanych na specjalnie przygotowanym do tego stoku.
Zjazdy najczęściej odbywają się na górskich szlakach, leśnych przełajach, opuszczonych kamionkach czy dawnych poligonach wojskowych.
Freeride w Polsce od roku 2003 stał się popularny. Formalnie rozgrywaną odmianą freeride jest slopestyle.

## Rowery
Rower przeznaczony do tego sportu wymaga bardzo wytrzymałej ramy, przynajmniej jednego amortyzatora o dużym skoku, szerokich opon, dobrego przełożenia napędu i w wytrzymałych wielokomorowych obręczy. Rowery tego typu noszą nazwę hardtail (w przypadku sztywnych ram) lub po prostu (z ang.) freeride bike i pierwotnie były zmodyfikowanymi rowerami downhillowymi.
Dzisiejszy rower freerideowy od downhillowego odróżnia się mniejszym skokiem zawieszenia, krótszą bazą kół i bardziej stromym kątem główki ramy co ma na celu poprawę zwrotności przy mniejszych prędkościach i na bardziej technicznych sekcjach (jak np. North Shore). Najpopularniejszym materiałem wykorzystywanym do ich produkcji są różne stopy aluminium, dużo rzadziej stopy stali (najpopularniejszym wśród nich jest Cro-mo 4130). Coraz częściej można spotkać nowy standard średnicy rury sterowej 1,5 cala („onepointfive”), który przeznaczony jest do amortyzatorów jednopółkowych o dużym skoku.
Rowery freeride’owe można podzielić na dwie główne kategorie:
Rower hardtail (ze sztywną ramą)charakteryzuje się niską wagą i większą zwrotnością niż w rower z pełną amortyzacją. Wymusza on pewne ograniczenia, lecz jest bardziej uniwersalny. Jednak przy większych skokach istnieje ryzyko uszkodzenia podzespołów w rowerze
Rower Full Suspension (z amortyzowaną ramą)pełna amortyzacja pozwala na więcej, ale rower ten cechuje się zazwyczaj większą wagą, przez co jest mniej uniwersalny od roweru sztywnego, jednak pozwala na szybsze zjazdy i pokonywanie większych przeszkód. Przeważają konstrukcje jedno zawiasowe, lecz coraz częściej producenci wprowadzają systemy zawieszeń z wirtualnym punktem obrotu.
W skoku amortyzatora nie ma ani dolnej, ani górnej granicy – liczy się komfort i zwrotność jazdy. Standardem jest widelec amortyzowany o skoku +150 mm, tłumieniem olejowym i wzmacnianą konstrukcją.